# Anton Joseph von Brentano-Cimaroli
Anton Joseph von Brentano-Cimaroli, noto anche col nome italiano di Antonio Giuseppe Brentano-Cimaroli (Genova, 13 novembre 1741 – Francoforte sul Meno, 20 gennaio 1793), è stato un generale italiano naturalizzato austriaco; fu barone del Sacro Romano Impero.

## Biografia

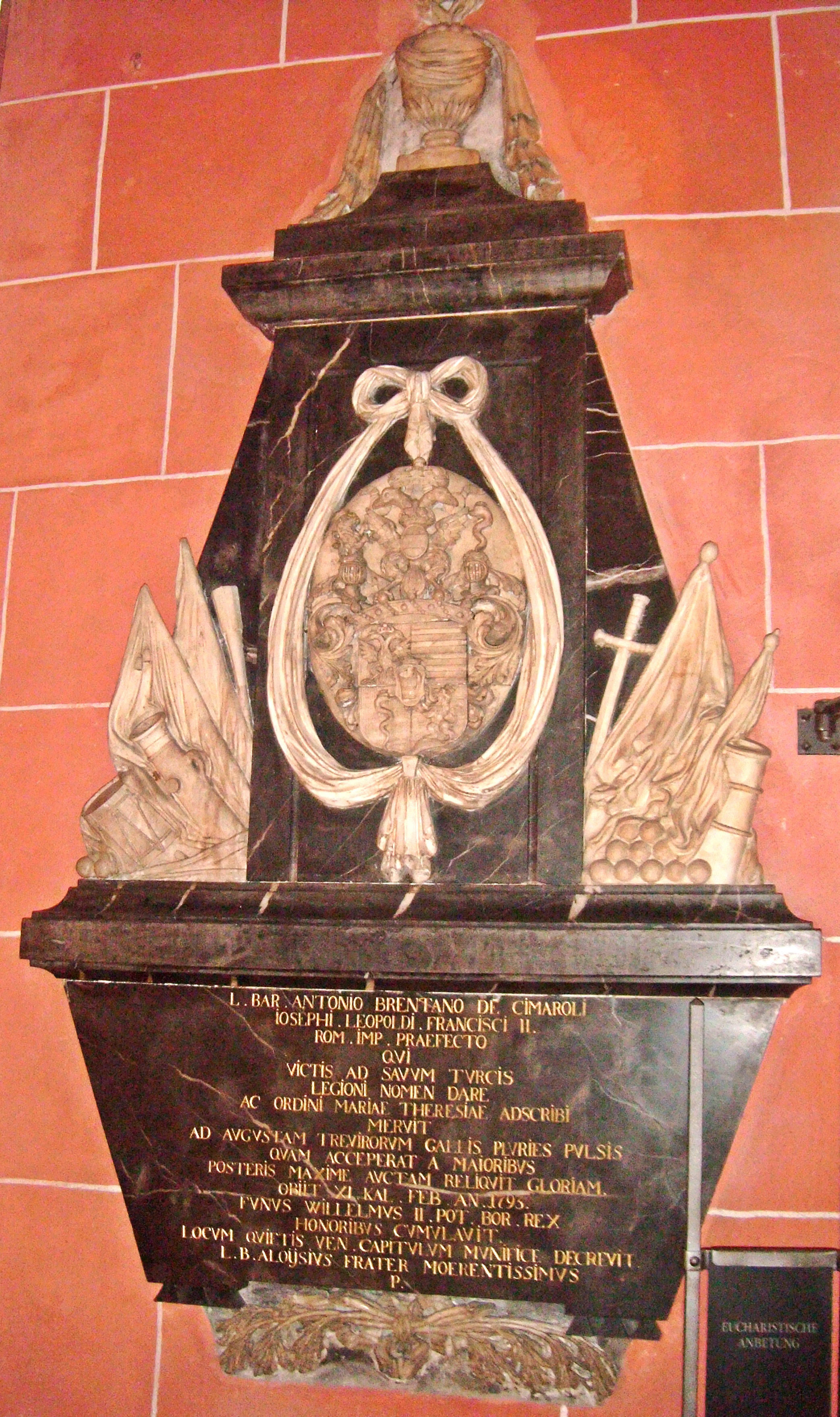
Epitaffio nella cattedrale di Francoforte sul Meno

Anton Joseph nacque da Giuseppe Andrea Brentano-Cimaroli, senatore milanese e console imperiale dapprima a Genova e poi Trieste. Il fratello del padre era il feldmaresciallo luogotenente austriaco Joseph Anton von Brentano-Cimaroli (1719-1764); suo zio Carlo Andrea Brentano Cimaroli, ufficiale austriaco e veterano delle guerre contro i turchi, aveva a suo tempo ottenuto per privilegio dell'imperatore Leopoldo I di inserire nel proprio stemma l'aquila bicipite imperiale per il coraggio dimostrato in Ungheria.
All'età di 15 anni, Anton Joseph von Brentano-Cimaroli si unì all'esercito imperiale e raggiunse il grado di tenente nel corso della guerra dei sette anni. Venne promosso colonnello nell'ambito della guerra di successione bavarese. Si distinse grandemente nella battaglia di Dittersbach dove riuscì a catturare in tutto 16 ufficiali e 400 uomini dell'esercito nemico.
Spostatosi successivamente sul fronte ungherese, qui il Brentano ricevette l'ordine di istituire un freikorp nel distretto militare di Varaždin, al fine di prevenire ulteriori attacchi da parte dei turchi. L'ufficiale condusse poi personalmente le sue truppe a Vienna e l'11 ottobre 1785 venne promosso al grado di maggiore generale. Dopo lo scontro di Karlovac venne promosso brigadiere generale e ricevette dall'imperatore Giuseppe II il titolo di barone del Sacro Romano Impero.
Nel corso della guerra russo-turca, l'esercito austriaco combatté dalla parte dei russi ed il Brentano prese parte alla presa di Dubica del 1788 ove ancora una volta si distinse per il proprio valore sul campo, guidando la fanteria del proprio corpo d'armata all'assalto dei turchi. Durante la presa di Novi Sad col 35° reggimenti di fanteria, venne pesantemente ferito e cadde nel fossato difensivo della città. Dopo nove mesi di convalescenza, tornò a combattere dapprima a Gradisca e poi a Belgrado, ove combatté sotto il comando del feldmaresciallo Gideon Ernst von Laudon e fu lui a proporlo a Giuseppe II per l'assegnazione della medaglia di cavaliere dell'Ordine militare di Maria Teresa .
Rimessosi a malapena dalle ferite subite, il Brentano nel 1792 decise di prendere parte come volontario quando scoppiò la guerra contro la Francia rivoluzionaria. Gli venne affidata la difesa della città tedesca di Treviri dal 2 al 19 settembre 1792, compito che portò a termine con successo. I francesi vennero costretti, dopo il mancato assedio alla città, a ritirarsi verso Metz. Brentano venne promosso al rango di feldmaresciallo luogotenente, ma venne costretto a ritirarsi dal servizio attivo a causa delle pesanti e vecchie ferite sul campo che lo spinsero quasi in pericolo di vita, motivo per cui venne portato a Francoforte sul Meno, nella casa di un suo parente Peter Anton Brentano (padre di Clemens Brentano), dove venne curato dalla moglie di quest'ultimo, Maximiliane La Roche, ma morì inevitabilmente il 20 gennaio 1793. Bettina von Brentano aveva all'epoca sette anni e fu testimone oculare della sua morte. Il 23 gennaio si svolsero i funerali solenni nella cattedrale di Francoforte, cerimonia a cui prese parte anche il duca Carlo Augusto di Sassonia-Weimar-Eisenach.
Suo nipote sarà Ambrogio Uboldo, nobile e militare milanese nonché noto collezionista d'arme.

## Albero genealogico
|                                     |                       |                            | Genitori                    |  |  | Nonni |  |  | Bisnonni                   |  |  | Trisnonni          |  |
|                                     |                       |                            |                             |  |  |       |  |  | Domenico Brentano-Cimaroli |  |  | Andrea de Cimaroli |  |
|                                     |                       |                            |                             |  |  |       |  |  | Domenico Brentano-Cimaroli |  |  | Andrea de Cimaroli |  |
|                                     |                       | Mattea Moretta Brentano    |                             |  |  |       |  |  | Domenico Brentano-Cimaroli |  |  |                    |  |
| Giovanni Battista Brentano-Cimaroli |                       |                            |                             |  |  |       |  |  | Domenico Brentano-Cimaroli |  |  |                    |  |
|                                     |                       | Margherita Brentano        | Carlo Brentano              |  |  |       |  |  |                            |  |  |                    |  |
|                                     |                       | Margherita Brentano        | Carlo Brentano              |  |  |       |  |  |                            |  |  |                    |  |
|                                     |                       | Margherita Brentano        | …                           |  |  |       |  |  |                            |  |  |                    |  |
| Giovanni Andrea Brentano-Cimaroli   |                       | Margherita Brentano        |                             |  |  |       |  |  |                            |  |  |                    |  |
|                                     |                       | Carlo Ranieri              | …                           |  |  |       |  |  |                            |  |  |                    |  |
|                                     |                       | Carlo Ranieri              | …                           |  |  |       |  |  |                            |  |  |                    |  |
|                                     |                       | Carlo Ranieri              | …                           |  |  |       |  |  |                            |  |  |                    |  |
| Elisabetta Ranieri                  |                       | Carlo Ranieri              |                             |  |  |       |  |  |                            |  |  |                    |  |
|                                     |                       | …                          | …                           |  |  |       |  |  |                            |  |  |                    |  |
|                                     |                       | …                          | …                           |  |  |       |  |  |                            |  |  |                    |  |
|                                     |                       | …                          | …                           |  |  |       |  |  |                            |  |  |                    |  |
| Anton Joseph von Brentano-Cimaroli  |                       | …                          |                             |  |  |       |  |  |                            |  |  |                    |  |
|                                     | Carlo Brentano-Gnosso | Domenico Brentano-Gnosso   |                             |  |  |       |  |  |                            |  |  |                    |  |
|                                     | Carlo Brentano-Gnosso | Domenico Brentano-Gnosso   |                             |  |  |       |  |  |                            |  |  |                    |  |
|                                     | Carlo Brentano-Gnosso | Barbara Bellini            |                             |  |  |       |  |  |                            |  |  |                    |  |
| Giuseppe Carlo Brentano-Gnosso      | Carlo Brentano-Gnosso |                            |                             |  |  |       |  |  |                            |  |  |                    |  |
|                                     |                       | Livia Maria Bellini        | Francesco Bellini           |  |  |       |  |  |                            |  |  |                    |  |
|                                     |                       | Livia Maria Bellini        | Francesco Bellini           |  |  |       |  |  |                            |  |  |                    |  |
|                                     |                       | Livia Maria Bellini        | Giovanna Maddalena Brentano |  |  |       |  |  |                            |  |  |                    |  |
| Francesca Maria Brentano-Gnosso     |                       | Livia Maria Bellini        |                             |  |  |       |  |  |                            |  |  |                    |  |
|                                     |                       | Giovanni Antonio Gilardoni | Tommaso Gilardoni           |  |  |       |  |  |                            |  |  |                    |  |
|                                     |                       | Giovanni Antonio Gilardoni | Tommaso Gilardoni           |  |  |       |  |  |                            |  |  |                    |  |
|                                     |                       | Giovanni Antonio Gilardoni | Giulia Mainoni              |  |  |       |  |  |                            |  |  |                    |  |
| Paola Caterina Elisabetta Gilardoni |                       | Giovanni Antonio Gilardoni |                             |  |  |       |  |  |                            |  |  |                    |  |
|                                     |                       | Maria Giovanna Brentano    | Carlo Brentano              |  |  |       |  |  |                            |  |  |                    |  |
|                                     |                       | Maria Giovanna Brentano    | Carlo Brentano              |  |  |       |  |  |                            |  |  |                    |  |
|                                     |                       | Maria Giovanna Brentano    | Lucia Bellini               |  |  |       |  |  |                            |  |  |                    |  |
|                                     |                       | Maria Giovanna Brentano    |                             |  |  |       |  |  |                            |  |  |                    |  |